# Târgu Lăpuș
Târgu Lăpuș (ancien nom Lăpușu Unguresc, en hongrois Magyarlápos, en allemand Ungarisch Laposch) est une ville roumaine du județ de Maramureș, dans la région historique de Transylvanie et dans la région de développement du Nord-Ouest.

## Géographie
Târgu Lăpuș est bâtie dans la vallée de la Lăpuș, affluent de la Someș, à 45 km au sud-ouest de Baia Mare, la préfecture du județ. Elle est depuis toujours un centre commercial important, au carrefour de plusieurs vallées du Țara Lăpușului (Pays du Lăpuș).
La commune de Târgu Lăpuș comprend la ville elle-même ainsi que 13 villages diiséminés dans les collines et vallées environnantes.

## Histoire
La première mention de la ville dans un document écrit date de 1291. Depuis le Moyen Âge, elle a toujours joué le rôle d'un carrefour et d'un centre commercial important. Son nom même l'indique, Târgu dérive du mot « targ » qui signifie « marché ».
De 1876 à 1920, Târgu Lăpuș a été le chef-lieu du district de Magyarlápos dans le comitat de Szolnok-Doboka dont la ville de Dej était le chef-lieu.
Elle a obtenu le statut de ville en 1968.

## Politique
Le conseil municipal de Târgu Lăpuș compte 17 sièges. À l'issue des élections municipales de juin 2008, Mitru Leșe (PD-L) a été élu maire de la ville.
| Parti                                      | Nombre de conseillers |
| ------------------------------------------ | --------------------- |
| Parti démocrate-libéral (PD-L)             | 7                     |
| Parti social-démocrate (PSD)               | 4                     |
| Parti national libéral (PNL)               | 3                     |
| Union démocrate magyare de Roumanie (UDMR) | 1                     |
| Parti de la Grande Roumanie (PRM)          | 1                     |
| Liste indépendante                         | 1                     |

## Religions
En 2002, la répartition religieuse de la population était la suivante :
- Orthodoxes, 74,5 %.
- Catholiques romains, 2,7 %.
- Réformés, 10,1 %.
- Pentecôtistes, 7,3 %.
- Catholiques grecs, 4 %.

## Démographie
La ville de Târgu Lăpuș, contrairement à de nombreuses autres villes du județ, a toujours compté une majorité roumaine dans sa population.
En 1910, on comptait 7 628 Roumains (68,9 %), 2 961 Hongrois (26,7 %) et 374 Allemands.
En 1930, on comptait 7 745 Roumains (75,1 %), 1 563 Hongrois (15,2 %) et 851 Juifs (8,3 %) qui furent exterminés par les Nazis pendant la Shoah.
Enfin, en 2002, on dénombre 11 548 Roumains (86,5 %), 1 659 Hongrois (12,4 %) et 140 Tziganes (1 %).
En 2002, la population se répartit comme suit :
- Târgu Lăpuș : 5 844 habitants.
- Boiereni : 452 habitants.
- Borcut : 506 habitants.
- Cufoia : 238 habitants.
- Dămăcușeni : 971 habitants.
- Dobricu Lăpușului : 457 habitants.
- Dumbrava : 247 habitants.
- Fântanele : 1 313 habitants.
- Groape : 91 habitants.
- Inau : 310 habitants.
- Răzoare : 1 292 habitants.
- Rogoz : 1 589 habitants.
- Stoiceni : 287 habitants.

| 1880  | 1900   | 1910   | 1930   | 1956   | 1977   | 1992   | 2002   | 2007   |
| ----- | ------ | ------ | ------ | ------ | ------ | ------ | ------ | ------ |
| 9 093 | 10 526 | 11 074 | 10 312 | 11 780 | 13 218 | 14 303 | 13 355 | 13 114 |

## Économie
L'économie de la commune est essentiellement basée sur l'agriculture, l'élevage et surtout l'exploitation des forêts, le travail et le commerce du bois.
La commune dispose de 15 895 ha de terres agricoles et de 7 711 ha de forêts.

## Culture locale et patrimoine

### Lieux et monuments
L'église des Saints Archanges (en) est une église en bois situé dans le village de Rogoz à 5 km à l'est. Elle fait partie d'un groupe de 8 églises du județ classées sur la liste du patrimoine mondial de l'Unesco.

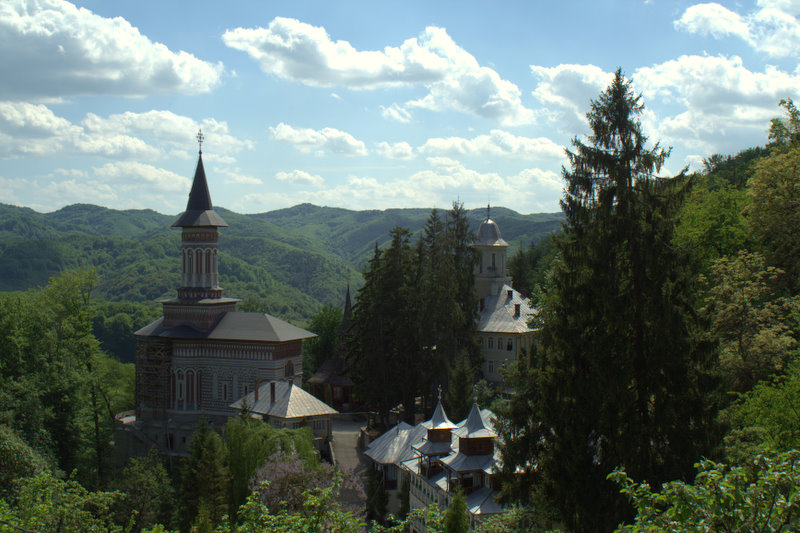
Le monastère de Rohia

Le monastère de Rohia, à 5 km au sud, datant du XIVe siècle pour les bâtiments conventuels et doté d'une église de 1924.

### Patrimoine naturel
- Lac de Lighet à quelques kilomètres au sud de la ville.

- Réserve Naturelle de « Cheile Lăpușului », les gorges de la rivière Lăpuș, longues de 28 km et propices aux randonnées et sports (rafting notamment).